# Мунарон, Жаки
Жак Мунарон (фр. Jacques „Jacky” Munaron; 8 сентября 1956 года, Намюр, Бельгия) — бельгийский футболист, вратарь известный по выступлениям за «Андерлехт» и сборной Бельгии. Участник Чемпионатов мира 1982, 1986 годов и Чемпионата Европы 1984 года.

## Клубная карьера
Мунарон начал карьеру в клубе «Динант». Он так и не смог дебютировать за команду и через год перешёл в «Андерлехт». В 1974 году он дебютировал за команду в Жюпиле лиге. Жак постепенно завоевал место в основного вратаря клуба и уже в первом сезоне выиграл Кубок Бельгии. В «Андерлехте» Мунарон провёл 15 лет и стал обладателем огромного множества трофеев. Он четыре раза выиграл чемпионат и завоевал национальный кубок, а также дважды стал обладателем Суперкубка Бельгии, Кубка кубков УЕФА и Суперкубка УЕФА. В 1983 году Жак стал обладателем Кубка УЕФА.
В 1989 году он покинул «Андерлехт» и перешёл в Льеж. С новым клубом Мунарон в пятый раз выиграл Кубок Бельгии. В 1992 году он перешёл в «Стандард», где был резервным вратарём. В 1994 году Жак завершил карьеру.

## Международная карьера
В 1982 года Мунарон дебютировал за сборную Бельгии. В 1982 году он впервые поехал на Чемпионат мира в Испании. На турнире Жак принял участие во встрече против СССР.
В 1984 году он был включен в заявку сборной на участие в Чемпионате Европы в Франции. На турнире Жак был запасным вратарём и не сыграл ни минуты. В 1986 году Мунарон поехал на Чемпионат мира в Мексику. На турнире Жак был сменщиком Жан-Мари Пфаффа и не вышел на поле.

## Достижения
Командные
 «Андерлехт»
- Чемпионат Бельгии по футболу — 1980/1981
- Чемпионат Бельгии по футболу — 1984/1985
- Чемпионат Бельгии по футболу — 1985/1986
- Чемпионат Бельгии по футболу — 1986/1987
- Обладатель Кубка Бельгии — 1974/1975
- Обладатель Кубка Бельгии — 1975/1976
- Обладатель Кубка Бельгии — 1987/1988
- Обладатель Кубка Бельгии — 1988/1989
- Обладатель Суперкубка Бельгии — 1985
- Обладатель Суперкубка Бельгии — 1987
- Обладатель Кубка УЕФА — 1982/83
- Обладатель Кубка кубков УЕФА — 1975/76
- Обладатель Кубка кубков УЕФА — 1977/78
- Обладатель Суперкубка Европы — 1976
- Обладатель Суперкубка Европы — 1978

 «Льеж»
- Обладатель Кубка Бельгии — 1989/1990

 «Стандард»
- Обладатель Кубка Бельгии — 1992/1993